# Smilodon fatalis
Smilodon fatalis és probablement el més ben conegut dels gats de dent de sabre maquerodontins. Aparegué a Nord-amèrica fa uns 1,6 milions d'anys i després va migrar per la costa occidental del continent fins al Perú. S'extingí fa uns 10.000 anys. S. fatalis variava quant a pes entre 270 i 360 quilograms i quant a alçada entre 100 i 120 centímetres.
D'aspecte molt imponent, la mossegada de Smilodon era relativament feble i només tenia, aproximadament, un terç de la potència del d'un lleó. Caçava en solitari, posseïa unes potentíssimes potes davanteres que feia servir per tombar la presa i immobilitzar les seves víctimes amb una forta flexió del cap ajudat per una potent musculatura cervical, clavant els seus temibles ullals a la gola. La sang deixava d'arribar al cervell i la mort es produïa immediatament. No necessitava, doncs, una mandíbula tan potent com els felins actuals.